# Brahim Mezouar
Brahim Arafat Mezouar (ur. 18 grudnia 1973 w Hammam Bu Hadżar) – piłkarz algierski grający na pozycji pomocnika. W swojej karierze rozegrał 15 meczów w reprezentacji Algierii.

## Kariera klubowa
Karierę piłkarską Mezouar rozpoczął w klubie IR Hammam Bouhadjar. W jego barwach zadebiutował w sezonie 1993/1994. W 1995 roku odszedł do drugoligowego CR Témouchent, a w 1997 roku został piłkarzem pierwszoligowego MC Oran. Grał w nim przez dwa lata.
W 1999 roku Mezouar przeszedł do CR Belouizdad. W latach 2000 i 2001 wywalczył mistrzostwo kraju. W 2000 roku zdobył też Puchar Ligi Algierskiej. W latach 2003–2004 grał w Dubai Club ze Zjednoczonych Emiratów Arabskich. W 2005 roku był zawodnikiem JS Kabylie, a następnie ponownie CR Belouizdad.
Cały rok 2006 Mezouar spędził w MC Oran, a wiosną 2007 grał w Dubai Club. Sezon 2007/2008 spędził w CR Belouizdad, a od 2008 do 2010 roku był piłkarzem MC Oran, w którym zakończył karierę.

## Kariera reprezentacyjna
W reprezentacji Algierii Mezouar zadebiutował 22 stycznia 1999 roku w wygranym 1:0 meczu eliminacji do Pucharu Narodów Afryki 2000. W 2000 roku został powołany do kadry na ten turniej. Na nim rozegrał 3 mecze: z Demokratyczną Republiką Konga (0:0), z Gabonem (3:1) i ćwierćfinale z Kamerunem (1:2). W kadrze narodowej od 1999 do 2006 roku rozegrał 15 meczów.